# Henri-Benjamin Rainville

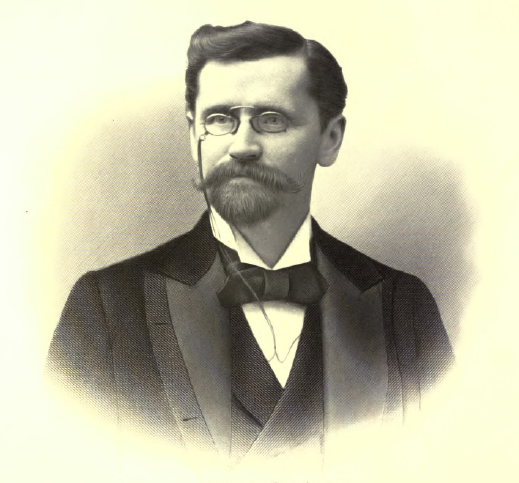
Henri-Benjamin Rainville (1904)

Henri-Benjamin Rainville (* 5. April 1852 in Sainte-Marie-de-Monnoir, Québec; † 6. August 1937 in Atlantic City, New Jersey) war ein kanadischer Politiker der Parti libéral du Québec, der unter anderem von 1901 bis 1905 Sprecher der Legislativversammlung von Québec war.

## Leben
Henri-Benjamin Rainville, Sohn des Landwirts Félix Rainville und dessen Ehefrau Marie Daigneault, absolvierte nach dem Besuch des Collège de Saint-Hyacinthe und des Collège Sainte-Marie-de-Monnoir in Marieville ein Studium der Rechtswissenschaften an der McGill University in Montreal und erhielt nach seinem Rechtsreferendariat in der Anwaltskanzlei von Joseph Doutre und seines Bruders Henri-Félix Rainville am 13. Januar 1874 seine anwaltliche Zulassung für die Provinz Quebec. Er ließ sich daraufhin als Rechtsanwalt in Montreal nieder, wo er unter anderem mit Horace Archambeault zusammenarbeitete. Neben seiner anwaltlichen Tätigkeit war er auch Direktor der verschiedener Unternehmen wie Montreal Light, Heat and Power, Royal Electric, Crown Life Insurance und Montreal Gas sowie Präsident der Mount Royal Insurance.
Sein politisches Engagement begann Rainville für die Parti libéral in der Kommunalpolitik und war von 1882 bis 1900 Mitglied des Stadtrates von Montreal, in dem er den Bezirk Centre vertrat. Er fungierte zwischen 1883 und 1886 als Mitglied der Aufsichtsbehörde für die katholischen Schulen der Stadt und im Anschluss von 1886 bis 1894 als Vorsitzender des Beleuchtungsausschusses. 1887 war er Kandidat der Liberalen Partei für das Amt des Bürgermeisters von Montreal, unterlag allerdings dem späteren Premierminister von Kanada John Abbott von der Parti conservateur du Québec. Zuletzt war er noch zwischen 1896 und 1900 Vorsitzender des Finanzausschusses von Montreal.
Neben seiner kommunalpolitischen Tätigkeit wurde Henri-Benjamin Rainville bei der Wahl am 17. Juni 1890 für die Liberale Partei als Nachfolger seines nicht mehr kandidierenden Parteifreundes Laurent-Olivier David im Wahlkreis „Montreal 3“ erstmals zum Mitglied der Legislativversammlung von Québec gewählt, des damaligen Unterhauses des Provinzparlaments, verlor diesen Wahlkreis allerdings bereits bei der folgenden Wahl am 8. März 1892 an Damase Parizeau von der Konservativen Partei. Bei der Wahl am 11. Mai 1897 konnte er sich dann wiederum im Wahlkreis „Montreal 3“ gegen den konservativen Wahlkreisinhaber Damase Parizeau durchsetzen und gehörte der Legislativversammlung nach seiner Wiederwahl am 7. Dezember 1900 ohne Gegenkandidaten bis zur Wahl am 25. November 1904 an. Für seine anwaltlichen Verdienste wurde er am 22. Juni 1899 zum Kronanwalt ernannt.
Als Nachfolger seines Parteifreundes Jules Tessier übernahm Rainville am 14. Februar 1901 das Amt des Sprechers der Legislativversammlung und bekleidete dieses bis zum 2. März 1905, woraufhin seine Parteifreund Auguste Tessier neuer Parlamentspräsident wurde. Bei der Wahl am 25. November 1904 unterlag er als parteiloser Liberaler im Wahlkreis „Montreal 3“ dem offiziellen Kandidaten der Parti libéral Godfroy Langlois und verlor damit sein Mandat in der Legislativversammlung. Bei der Wahl am 8. Juni 1908 bewarb sich Rainville noch einmal ohne Erfolg als parteiloser Liberaler für ein Mandat in der Legislativversammlung und zog sich nach dieser neuerlichen Wahlniederlage aus dem politischen Leben zurück.
Henri-Benjamin Rainville heiratete am 18. Juli 1876 in L’Assomption Eugénie Archambault, Tochter des Anwalts Alexandre Archambault, der von 1861 bis 1863 ebenfalls Mitglied der Legislativversammlung war, und dessen Ehefrau Jeanne Hormier. Seine Tochter Juliette Rainville war mit dem Rechtsanwalt und späteren Richter Jérémie-Louis Décarie verheiratet, der von 1904 bis 1919 der Legislativversammlung als Mitglied angehörte. Des Weiteren war er Onkel von Joseph Hormisdas Rainville, der von 1911 bis 1917 Abgeordneter im kanadischen Unterhauses sowie später zwischen 1932 und 1942 die Provinz Québec als Mitglied im  Senat von Kanada vertrat. Rainville war später in zweiter Ehe mit Maria Girard verheiratet.
Nach seinem Tode am 6. August 1937 wurde er am 10. August 1937 auf dem Friedhof Notre-Dame-des-Neiges in Montreal beigesetzt.